# Správní obvod obce s rozšířenou působností Český Krumlov
Správní obvod obce s rozšířenou působností Český Krumlov je od 1. ledna 2003 jedním ze dvou správních obvodů rozšířené působnosti obcí v okrese Český Krumlov v Jihočeském kraji. Čítá 31 obcí a jeden vojenský újezd.
Města Český Krumlov, Horní Planá, Vyšší Brod a vojenský újezd Boletice jsou obcemi s pověřeným obecním úřadem.

## Seznam obcí
Poznámka: Města jsou vyznačena tučně, městyse kurzívou.
- Bohdalovice
- Brloh
- Černá v Pošumaví
- Český Krumlov
- Dolní Třebonín
- Frymburk
- Holubov
- Horní Planá
- Hořice na Šumavě
- Chlumec
- Chvalšiny
- Kájov
- Křemže
- Lipno nad Vltavou
- Loučovice
- Malšín
- Mirkovice
- Mojné
- Nová Ves
- Polná na Šumavě
- Přední Výtoň
- Přídolí
- Přísečná
- Rožmberk nad Vltavou
- Srnín
- Světlík
- Větřní
- Věžovatá Pláně
- Vyšší Brod
- Zlatá Koruna
- Zubčice
- vojenský újezd Boletice

## Obyvatelstvo
| Rok  | Obyv.  | ± %    |
| ---- | ------ | ------ |
| 1869 | 59 584 | —      |
| 1880 | 63 494 | +6,6 % |
| 1890 | 63 583 | +0,1 % |
| 1900 | 65 249 | +2,6 % |
| 1910 | 66 821 | +2,4 % |

| Rok  | Obyv.  | ± %     |
| ---- | ------ | ------- |
| 1921 | 65 236 | −2,4 %  |
| 1930 | 68 195 | +4,5 %  |
| 1950 | 34 052 | −50,1 % |
| 1961 | 34 534 | +1,4 %  |
| 1970 | 35 425 | +2,6 %  |

| Rok  | Obyv.  | ± %     |
| ---- | ------ | ------- |
| 1980 | 39 225 | +10,7 % |
| 1991 | 39 503 | +0,7 %  |
| 2001 | 40 666 | +2,9 %  |
| 2011 | 41 182 | +1,3 %  |
| 2021 | 40 000 | −2,9 %  |